# Parapamea latia
Parapamea latia là một loài bướm đêm trong họ Noctuidae.